# Верхні Котли (станція МЦК)
Верхні Котли (рос. Верхние Котлы) — пасажирська платформа Московської залізниці, що є зупинним пунктом міського електропоїзда — Московського центрального кільця. В рамках транспортної системи Московського центрального кільця позначено як «станція», хоча фактично власне не є залізничною станцією через відсутність колійного розвитку. Відкрита 10 вересня 2016 року. На станції заставлено тактильне покриття.
Розташовується між станціями «Кримська» і «ЗІЛ».
Найменована по колишньому присілку Верхні Котли, який, проте, був розташований далі від станції, ніж присілок Нижні Котли.

## Пересадки
- Залізничну платформу  «Верхні Котли»
- Метростанцію  Нагатінська
- Автобуси: м86, м95, е85, с910, 944, с951, 965, н8;
- Трамваї: 3, 16, 47, 49

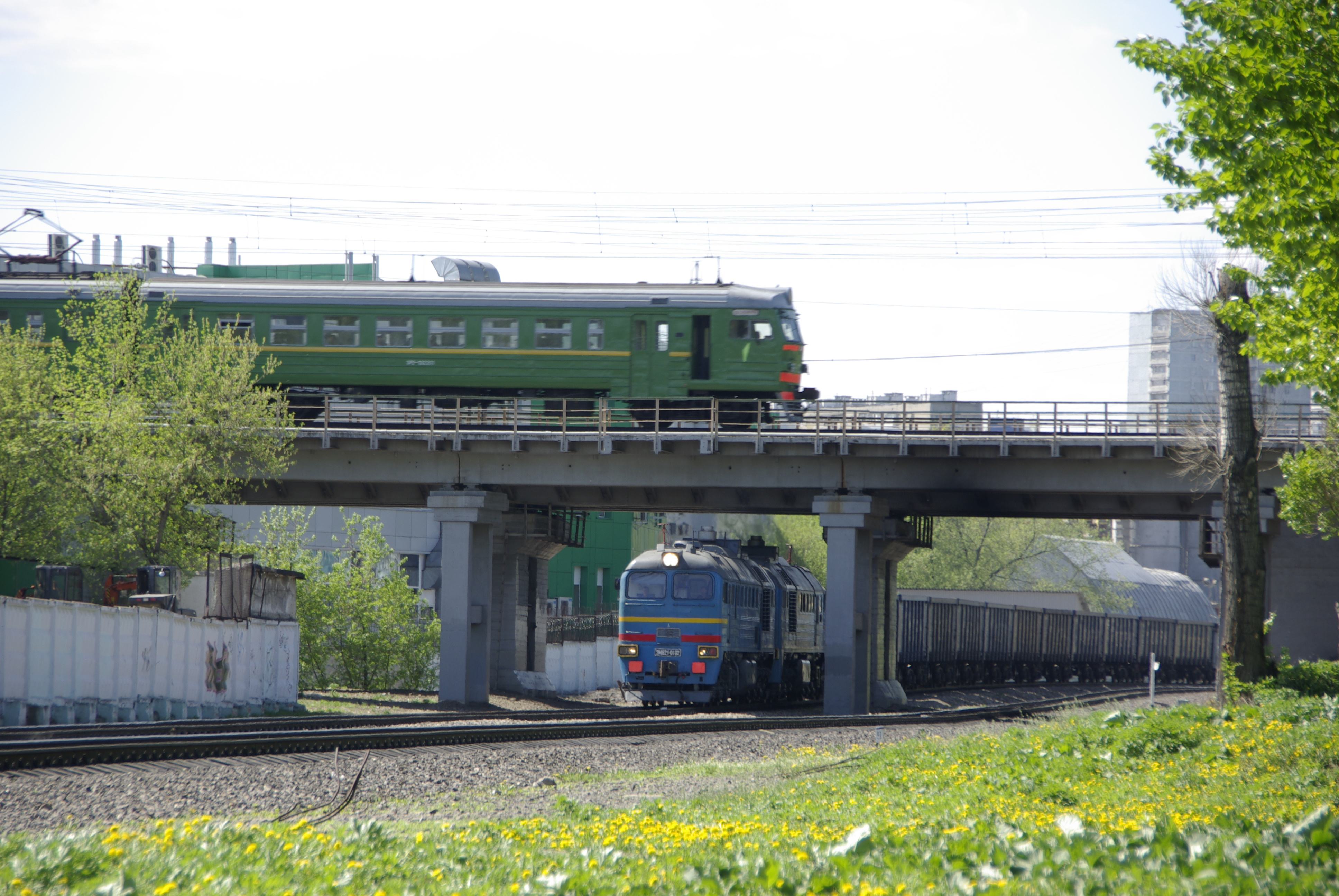
Місце до початку будівництва, фото 2011 року
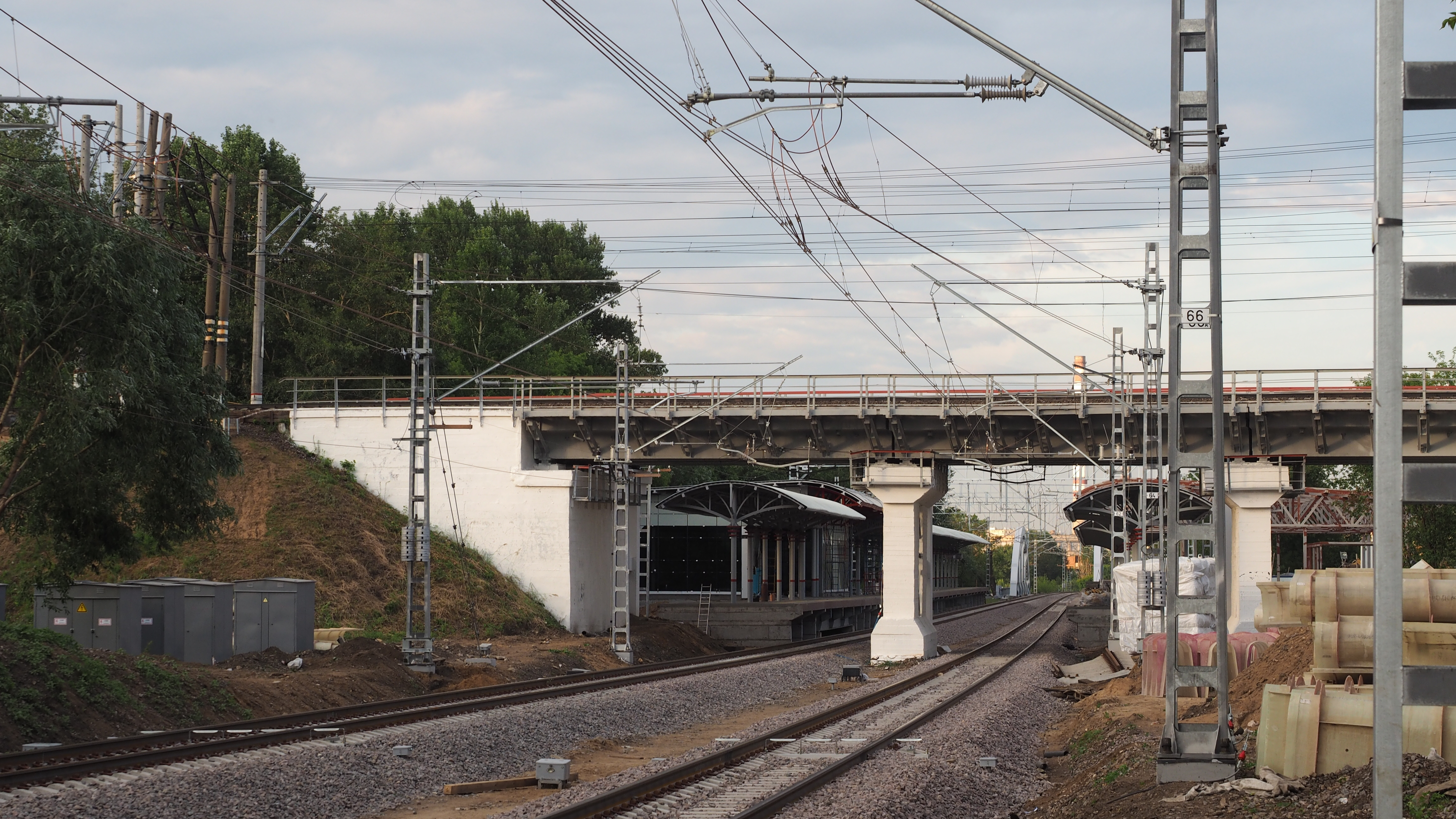
Будівництво в 2015 році